# Ataru Esaka
Ataru Esaka (江坂 任, Esaka Ataru), né le 31 mai 1992 à Sanda, est un footballeur international japonais. Il évolue au poste d'attaquant ou de milieu offensif au Fagiano Okayama.

## Carrière

### En club
Ataru Esaka inscrit 13 buts en deuxième division japonaise lors de la saison 2015 avec le club du Thespakusatsu Gunma. Le 31 mai 2015, il inscrit un doublé en championnat contre l'équipe du JEF United.
Il est demi-finaliste de la Coupe du Japon en 2016 avec l'Omiya Ardija. La même saison, il inscrit huit buts en première division japonaise.
Au mois de janvier 2018, Esaka signe au Kashiwa Reysol.
Le 25 juin 2021, alors qu'il a entamé la saison avec le Reysol et joué 16 matchs de championnat pour lui, Esaka signe aux Urawa Red Diamonds jusqu'en janvier 2023. Il prend rapidement de l'importance au sein de l'effectif de Ricardo Rodríguez (en) qui le désirait et tire les penaltys. Auteur de 5 buts en 16 matchs de J. League, Esaka se montre décisif, notamment lors des victoires contre le Sagan Tosu et le FC Tokyo où ses réalisations permettent aux Urawa de l'emporter. Le club finit à la 6e place du championnat tandis que le joueur cumule un total de 7 buts dans la compétition.
Le 19 décembre 2021, Esaka ouvre la marque lors de finale (en) de la Coupe du Japon remportée deux buts à un par son équipe.
Le 12 février 2022, il inscrit le doublé victorieux qui permet aux Urawa Red Diamonds de remporter la Supercoupe du Japon 2022 sur le score de deux buts à zéro face au Kawasaki Frontale. 

### En sélection nationale
En mars 2021, ses performances en club sont récompensées par une première convocation en équipe nationale japonaise ; n'ayant auparavant jamais représenté son pays dans les catégories jeunes. Esaka connaît sa première sélection le 25 mars en remplaçant Daichi Kamada à la mi-temps d'un match amical contre la Corée du Sud. Sur corner, il délivre une passe décisive pour Wataru Endo qui marque de la tête le dernier but japonais d'un succès 3-0. Il passe la seconde rencontre, un match des éliminatoires de la Coupe du monde 2022 face à la Mongolie remporté 0 à 14, sur le banc.

## Palmarès
Au Kashiwa Reysol, Esaka remporte son premier trophée avec le sacre du club en J. League 2 en 2019. L'année suivante, le Kashiwa est finaliste de la Coupe de la Ligue. Avec les Urawa Red Diamonds, il gagne la Coupe du Japon en 2021 et la Supercoupe du Japon en 2022. 